# Songkran

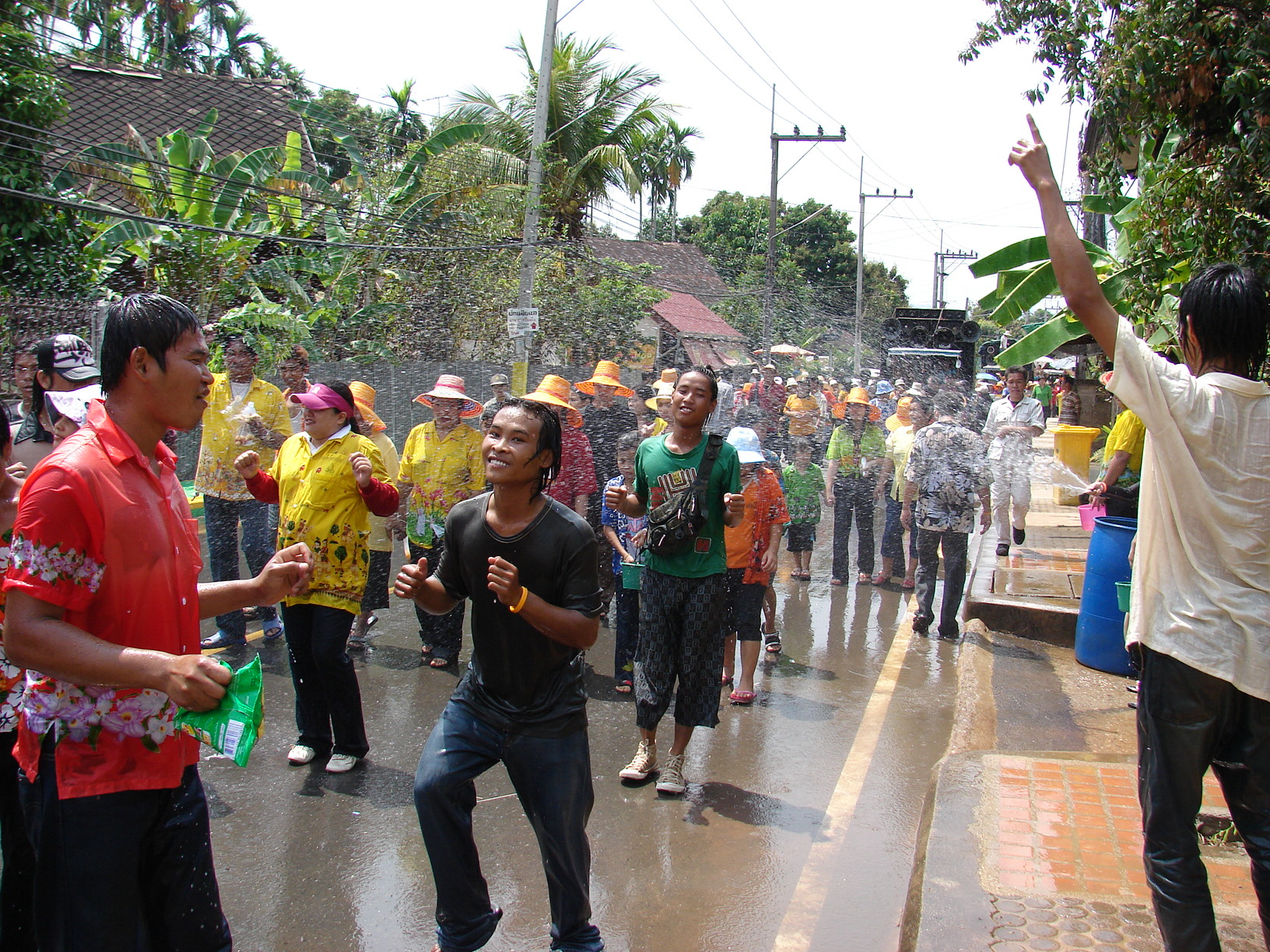
Obchody Songkran

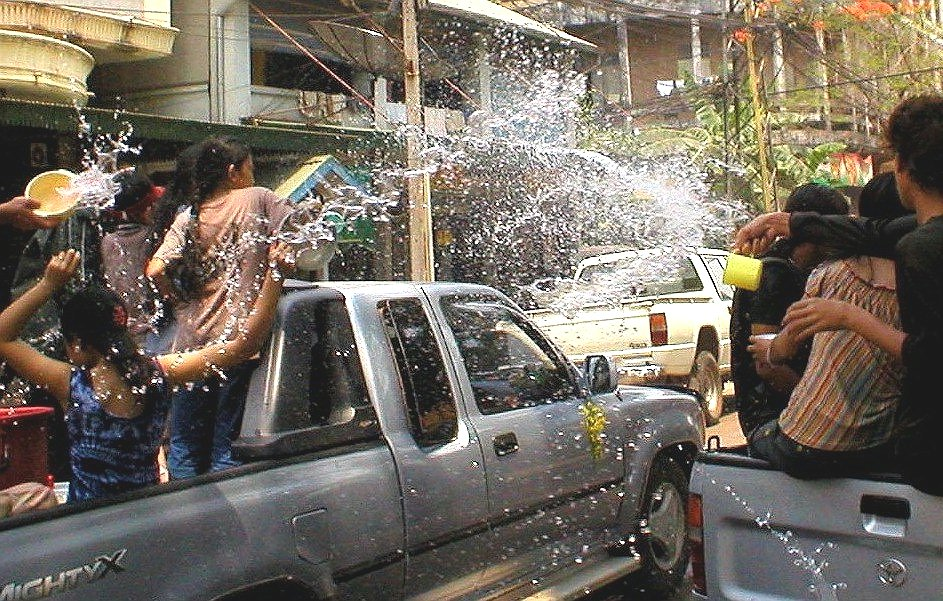
Songkran

Songkran (taj. สงกรานต์)  – święto obchodzone w Tajlandii w połowie kwietnia, tradycyjny tajlandzki Nowy Rok. Nazwa pochodzi od sanskryckiego słowa  संक्रान्ति sankrānti „przejście”. Chodzi o przejście Słońca z jednego znaku zodiaku w drugi.

## Zwyczaje związane z Songkran
Tradycyjnie Songkran wiązał się ze spotkaniami z członkami rodziny, obmywaniem posągów Buddy zarówno w świątyniach, jak i podczas procesji. Obecnie kojarzy się przede wszystkim z żywiołowym wzajemnym oblewaniem się wodą, stąd chińska nazwa tego święta: 潑水節 (dosł. „Święto Lania Wody”).